# 大鱗魣
大鱗魣（学名：Sphyraena barracuda，又稱大魣、巴拉金梭魚，俗名針梭、竹梭、吹鱼），为金梭魚科魣屬其中一種。

## 分布
本魚廣泛分布于全球各大洋淺層海域，包括印度太平洋區、臺湾以及西沙、广东沿海、印度洋、東非至法屬波里尼西亞；西大西洋區，從美國麻州、加勒比海至巴西沿岸；東大西洋區的幾內亞灣等海域。

## 特徵

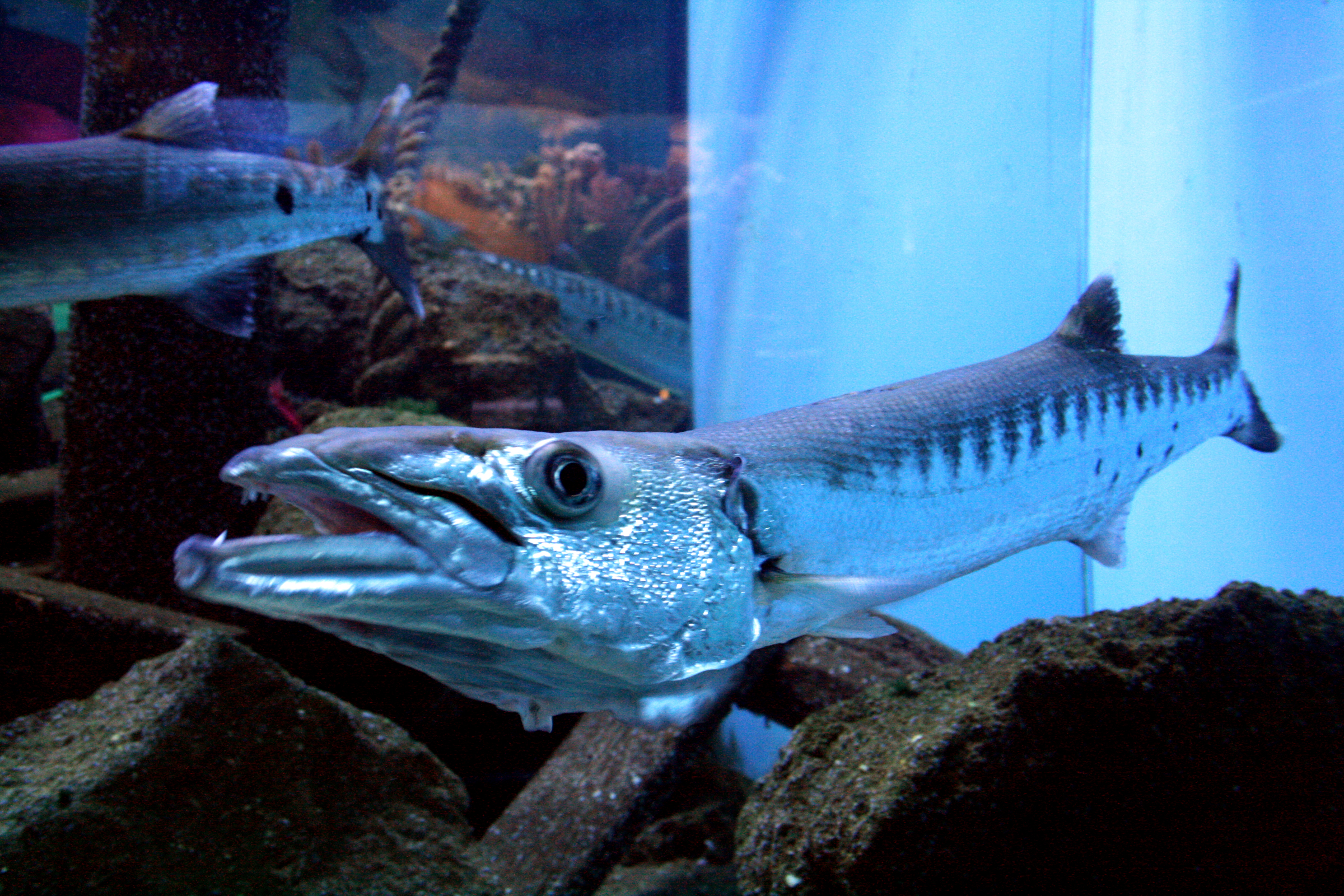
嘴部

本魚體延長呈魚雷狀，橫切面幾近圓柱形，體呈銀色，背部為深藍色或鐵灰色，腹部銀白色，在身體上半部有18至20個平行的墨色汙點，側線在第一背鰭前略凹上彎曲；尾鰭深分叉，呈倒3型。腹鰭起點在第一背鰭起點之前，鰓蓋具一枚尖棘，背鰭硬棘6枚；背鰭軟條9枚；臀鰭硬棘1枚；臀鰭軟條10枚。
成年個體體長60—100（24—39英寸）、體重2.5—9.0（5.5—19.8英磅）。部分個體長度可超過1.5（4.9英尺）、體重超過23（51英磅）。有記錄以來被釣到的最大個體長1.7米（5.6英尺）、重46.72（103.0磅）。不過實際上也有超過2（6.6英尺）的個體存在。

## 生態
本魚稚魚時常棲息在礁區內有溝或有遮蔽物的地方，成魚的活動範圍廣，自港內或開放性大洋皆可見。多單獨行動，通常不會主動攻擊人類，屬肉食性，以魚類和頭足類為食。

## 經濟利用
為大型食用魚，適合各種烹飪方式，因食物鏈關係，體內有累積雪卡毒之風險。在國外也是著名的遊釣魚，另可飼養在水族館供人觀賞。具有利齒，捕捉時需小心。